# Oscillatore a bassa frequenza
L'oscillatore a bassa frequenza o LFO (sigla di Low Frequency Oscillator) è un generatore di forme d'onda a frequenza infrasonica, con funzione di modulatore di effetti, negli strumenti musicali elettronici. Per potersi considerare tale deve stare al di sotto di 20 Hz proprio perché l'orecchio umano può udire i suoni nell'intervallo dai 20 Hz ai 20 kHz e serve a modulare altri segnali.
Se un segnale triangolare o di diversa forma d'onda, viene applicato al pitch (altezza del suono) si avrà un effetto di vibrato; se lo stesso segnale dell'LFO viene applicato all'ampiezza causerà un effetto tremolo.
L'LFO può generare oltre alle forme d'onda suindicate, l'onda sinusoidale, l'onda a dente di sega, nonché random, ovvero casuale.